# Signorine, non guardate i marinai
Signorine, non guardate i marinai (Star Spangled Rhythm) è un film del 1942 diretto da George Marshall.

## Trama
All'interno degli Studios Paramount, una intraprendente centralinista riesce, con l'aiuto del fidanzato, ad allestire un grandioso spettacolo di varietà per i marinai in procinto di partire per il fronte, con la partecipazione della maggior parte dei divi della casa americana, che si esibiranno in piccole scene e canzoni, il tutto diretto da uno specialista del genere.

## Produzione
Il film fu prodotto dalla Paramount Pictures. Tipico film, commedia musicale, del periodo bellico, dove tutte le case di produzioni cinematografiche, sia dietro richiesta del governo, ma anche spontaneamente, misero in cantiere decine di film per appoggiare lo sforzo bellico degli USA e per sollevare, ove possibile, il morale dei militari impiegati in fronti lontani dal proprio paese.
Anche i produttori di cartoni animati in primis la Walt Disney non si tirarono indietro nel realizzare pellicole di questo tipo.

## Distribuzione
Distribuito dalla Paramount Pictures, il film uscì nelle sale cinematografiche USA il 2 dicembre 1942. A New York, fu presentato il 30 dicembre. In Italia, venne distribuito con il titolo Signorine, non guardate i marinai, uscendo nel dopoguerra, il 28 febbraio 1947.

### Manifesti e locandine
La realizzazione dei manifesti e delle locandine del film fu affidata al pittore cartellonista Cesare De Seta, uno dei più importanti del periodo, nel campo delle affissioni cinematografiche, che realizzò alcuni notevoli bozzetti, dai quali vennero stampati i manifesti del film, per l'uscita nelle sale italiane nell'anno 1951.